# Molí de la Mola
El Molí de la Mola és una obra de Lladorre (Pallars Sobirà) protegida com a Bé Cultural d'Interès Local.

## Descripció
El molí de la mola a Lladorre és un edifici construït amb la pedra típica de la zona: la pissarra. La planta de l'edifici és rectangular, amb una amplad de 2,70 m i una llargada de 6,15 m. La coberta és a doble vessant de lloses de pissarra. L'alçada màxima de l'edifici és d'uns 3 m fins a sota el carener, però en el costat est l'alçada és de 70 cm sota coberta i, en el costat oest de 2, 74 m sota coberta.
A la façana principal orientada a sud es troba la porta d'accés a l'interior del molí. En aquesta façana també podem observar una pedra de pissarra que rep del nom de la Mil·lèssima on hi ha la inscripció: 12 de novembre de 1895. Sembla que aquesta data correspon a una restauració, ja que es té constància de l'existència del molí des del segle xviii.
L'edifici presenta dues plantes: una de soterrada que, és per on circula l'aigua que fa moure la maquinària i, una planta baixa. A la planta baixa hi ha dos espais de treball. El corresponent a molí fariner, encara hi ha les pedres de moldre al seu lloc i diferents elements elements de fusta. El segon espai estava destinat a la producció d'electricitat. A la part posterior hi ha una petita estança on s'esmolaven les eines.
A l'entorn immediat del molí hi ha el canal que desviava l'aigua del riu Noguera de Lladorre que es dividia en dos: Una part movia les pedres que molien en gra i la turbina que feia electricitat i l'altre movia les pedres per esmolar les eines. Es distingeixen també els fonaments de petits espais destinats a guardar animals i gra, i segons informacions orals també també hi havia l'antiga farga de Lladorre.